# South African Press Association
South African Press Association (powszechnie znana jako SAPA) – agencja prasowa z Republiki Południowej Afryki.
SAPA została utworzona 1 lipca 1938 przez największe gazety RPA w celu wymiany pomiędzy nimi wiadomości krajowych; do roku 1995 wyłączność na dostarczanie wiadomości z zagranicy miała agencja Reuters. W chwili obecnej SAPA jest głównym dostawcą wiadomości w RPA. Siedziba agencji znajduje się w Johannesburgu, a biura terenowe w Kapsztadzie, Durbanie, Bloemfontein i Pretorii.